# Почётные граждане Караганды
Почётный гражданин города Караганды — почётное звание, присуждающееся людям, внёсшим большой вклад в развитие города. Претенденты на это звание утверждаются маслихатом.

## Список почётных граждан Караганды
- Алалыкина, Ядвига Фридриховна (1888, Кременчуг — ?)

врач, принимала активное участие в общественной жизни города
Звание присвоено 26 октября 1967 года за организацию и развитие здравоохранения города
- Ракишев, Магауия (1895 — ?)

шахтёр-стахановец
Звание присвоено 26 октября 1967 года за большие заслуги в развитии угольной промышленности города, высокую производительность труда на шахтах бассейна, воспитание достойной смены шахтёров
- Костенко, Пётр Иванович (1903, Минеральные Воды — ?)

председатель Карагандинского горисполкома
Звание присвоено 16 апреля 1969 года за большой вклад в строительство и развитие Караганды в годы Великой Отечественной войны, воспитание трудящихся в духе преданности и любви к родному городу, Казахстану
- Шонин, Георгий Степанович (1935, Ровеньки — 1997, Звёздный городок)

космонавт
Звание присвоено 23 октября 1969 года за успешное осуществление группового космического полёта, освоение космоса, отличную посадку корабля «Союз-6»
- Кубасов, Валерий Николаевич (род. 1935, Вязники)

космонавт
Звание присвоено 23 октября 1969 года за успешное освоение космоса, участие в групповом космическом полете космических кораблей, осуществление экспериментов по проведению сварочных работ в космосе, отличную посадку корабля «Союз-6» в районе Караганды
- Филипченко, Анатолий Васильевич (род. 1928, деревня Давыдовка Воронежской области)

космонавт
Звание присвоено 23 октября 1969 года за успешное освоение космоса, участие в групповом космическом полете космических кораблей, отличную посадку корабля «Союз-7» в районе Караганды
- Волков, Владислав Николаевич (1935, Москва — 30 июня 1971, над Казахской ССР)

космонавт
Звание присвоено 23 октября 1969 года за осуществление коллективного полёта космических кораблей и проявленные при этом мужество и героизм, исследования в космосе, мягкую посадку корабля в районе Караганды
- Горбатко, Виктор Васильевич (род. 1934, п. Венцы)

космонавт
Звание присвоено 23 октября 1969 года за осуществление группового полёта космических кораблей, проявленные при этом мужество и героизм, за успешную посадку корабля близ Караганды
- Шаталов, Владимир Александрович (род. 1927, Петропавловск)

космонавт
Звание присвоено 23 октября 1969 года за отличное осуществление полёта космического корабля «Союз-8», успешную посадку его близ Караганды
- Елисеев, Алексей Станиславович (род. 1934, Жиздра)

космонавт
Звание присвоено 23 октября 1969 года за особые заслуги в развитии советской космонавтики, переход через открытый космос из космического корабля «Союз-5» в «Союз-4», отличное осуществление полёта космического корабля «Союз-8», успешную посадку его близ Караганды
- Николаев, Андриян Григорьевич (1929, деревня Шоршелы Чувашской АССР — 2004)

космонавт
Звание присвоено 25 июня 1970 года за особые заслуги в освоении космического пространства, успешный полет в космос на корабле «Союз-9», отличную посадку его в районе Караганды
- Севастьянов, Виталий Иванович (род. 1935, Красноуральск)

космонавт
Звание присвоено 25 июня 1970 года а особые заслуги в развитии советской космонавтики, отличное выполнение заданий правительства во время полёта в космос на корабле «Союз-9» в качестве бортинженера, успешную посадку его близ Караганды
- Васькин, Никодим Иванович (1910—1992)

директор шахты.
Звание присвоено 25 марта 1971 года за большой вклад в развитие угольной промышленности Караганды, активное участие в общественной жизни. Похоронен на Старомихайловском кладбище
- Кенжин, Аукебай Кульмагамбетович (род. 1902, аул № 3 Кумчульской волости Акмолинского уезда)

секретарь Карагандинского горкома партии
Звание присвоено 25 марта 1971 года за заслуги в развитии и становлении угольной базы страны, активное участие в общественной жизни города
- Колыванов, Иван Алексеевич

ветеран войны, преподаватель
Звание присвоено 25 марта 1971 года за мужество и отвагу, проявленные на фронтах Великой Отечественной войны, большой вклад в патриотическое воспитание молодого поколения
- Мамраев, Мартбек Мамраевич (1908—1989)

ветеран войны, 1-й заместитель председателя горисполкома Караганды
Звание присвоено 25 марта 1971 года за большие заслуги на фронтах Великой Отечественной войны в борьбе с фашистами, большой вклад в развитие угольной промышленности и активное участие в общественной жизни
- Урстемов, Жакен (род. 1908)

шахтёр, депутат Верховного Совета Казахской ССР
Звание присвоено 25 марта 1971 года за большой вклад в развитие угольной промышленности города, воспитание достойной смены рабочих, активное участие в общественной жизни
- Рукавишников, Николай Николаевич (1932, Томске — 2002, Москва))

космонавт
Звание присвоено 1 апреля 1971 года за мужество и героизм, проявленные во время орбитального полёта на космическом корабле «Союз-10», успешную посадку его в районе Караганды
- Амиров, Хусаинбек Ахметович (род. Алма-Ата)

литератор, активный участник строительства Караганды и разработки угольного бассейна
Звания присвоено 9 июля 1971 года за большой вклад в развитие и строительство Караганды, угольного бассейна, активное участие в общественной жизни, воспитание молодёжи в духе преданности родному Казахстану, Караганде
- Мустафин, Габиден (1902, урочище Сарытюбе (у п. Г. Мустафина) — 20 января 1985 года, Алма-Ата)

писатель
Звание присвоено 14 декабря 1972 года за большой вклад в развитие казахстанской литературы, создание произведений, посвящённых Караганде, трудовым подвигам шахтёров, интернациональное и патриотическое воспитание трудящихся
- Лазарев, Василий Григорьевич (1928, село Порошино Алтайского края — 1990)

космонавт
Звание присвоено 29 сентября 1973 года за осуществление космического полёта на корабле «Союз-12», проявленные при этом мужество и героизм, исследования в космосе, мягкую посадку корабля в районе Караганды
- Макаров, Олег Григорьевич (1933, село Удомля Калининской области — 2003)

космонавт
Звание присвоено 29 сентября 1973 за осуществление космического полёта на корабле «Союз-12», проявленные при этом мужество и героизм, исследования в космосе, мягкую посадку корабля в районе Караганды
- Поспелов, Пётр Моисеевич (1903, Ставропольский край — 1985)

кандидат медицинских наук, заслуженный врач Казахской ССР
Звание присвоено 15 ноября 1973 года за большие заслуги в развитии здравоохранения города и области, активную научно-педагогическую и общественную деятельность. Похоронен на Старомихайловском кладбище
- Катаржнов, Андрей Васильевич (1914, Курская область —)

ветеран войны, строитель
Звания присвоено 28 февраля 1974 года за большой вклад в строительство Караганды, воспитание достойной смены строителей
- Рудометкин, Сергей Петрович (1918 —)

ветеран войны, шахтёр
Звание присвоено 27 октября 1977 года за большой вклад в строительство областного центра, предприятий угольной промышленности, воспитание молодых строителей, активное участие в общественной жизни города
- Нурмагамбетов, Башир Нурмагамбетович (1914 —)

стахановец
Звание присвоено 27 октября 1977 года за развитие угольной промышленности, воспитание молодых рабочих, активное участие в общественной жизни
- Даненова, Фатима Кусаиновна (1918, Петропавловск —)

секретарь Карагандинского обкома Компартии Казахстана по работе среди женщин
Звание присвоено 27 октября 1977 года за большие заслуги в воспитании молодёжи, мобилизации трудящихся Караганды на развитие экономики города, активное участие в общественной жизни
- Пазенко, Яков Афанасьевич (1918, Черкасская область —)

первый заместитель председателя Карагандинского облисполкома
Звание присвоено 25 мая 1978 года за большой вклад в развитие экономики Карагандинской области и Караганды, активное участие в общественной жизни города
- Карсыбекова, Кулимжан Рахимжановна (род. 1919)

ветеран войны, медик
Звание присвоено 22 февраля 1979 года за заслуги перед Отечеством в период Великой Отечественной войны, плодотворную работу по военно-патриотическому воспитанию молодёжи, активное участие в общественной жизни города
- Карабанов, Иван Андреевич (род. 25 мая 1925, Пензенская область)

ветеран войны, шахтёр
Звание присвоено 22 февраля 1979 года за заслуги перед Отечеством в период Великой Отечественной войн, плодотворную работу по военно-политическому воспитанию молодёжи, активное участие в общественной жизни города
- Язев, Василий Иванович (24 января 1913, Московская область —)

заместитель председателя Карагандинского облисполкома
Звание присвоено 28 июня 1979 года за большой вклад в развитие города Караганды, улучшение его застройки и благоустройства, активное участие в общественной жизни
- Золотарёв, Александр Сергеевич

ветеран войны, руководитель кондитерской фабрики
Звание присвоено 5 мая 1980 года за развитие пищевой промышленности города, воспитание молодой смены кондитеров, активное участие в общественной жизни города
- Маулетов, Бахтыгали Маулетович (15 августа 1913 —)

ветеран войны, шахтёр
Звание присвоено 5 мая 1980 года за развитие угольной промышленности бассейна, города Караганды, активное участие в общественной жизни
- Аубакиров, Жумаш Аубакирович (1920, Карагандинская область —)

ветеран войны, председатель Карагандинского облсовпрофа
Звание присвоено 25 сентября 1980 года за большой вклад в развитие экономики и культуры города, продолжительную плодотворную работу в партийных и профсоюзных органах, активное участие в общественной жизни города
- Шашкина, Жамиля Нурмагамбетовна (1914 —)

актриса, певица (сопрано), народная артистка Казахской ССР
Звание присвоено 7 марта 1985 года за развитие театрального искусства в Караганде, активное участие в общественной жизни
- Аманбаев, Кали Алибекович (род. 1924, Карагандинская область)

ветеран войны, руководитель Областного комитета по телевидению и радиовещанию
Звание присвоено 7 марта1985 году за заслуги перед Отечеством в период Великой Отечественной войны, за плодотворную работу в системе радиовещания и телевидения, патриотическое воспитание молодёжи и активное участие в общественной жизни
- Аубакиров, Тохтар Онгарбаевич (род. 1946, Карагандинская область)

космонавт
Звание присвоено 23 декабря 1991 года за особые заслуги перед Родиной, героический творческий вклад в освоение космического пространства
- Бектуров, Жаик Кагенович (1912, Акмолинская область —)

поэт
Звание присвоено 17 июня 1992 года за большие заслуги в развитии культуры и литературы, интернациональное и патриотическое воспитание трудящихся, молодёжи.
- Чапурина, Надежда Александровна (род. 19 октября 1921, Уральск)

преподаватель
Звание присвоено 10 марта 1993 года за большие заслуги в патриотическом воспитании и обучении молодёжи города Караганды
- Сагинов, Абылкас Сагинович (род. 1915, Баянаул)

ректор Карагандинского горного института
Звание присвоено 30 июня 1993 года за большие заслуги в развитии высшего образования и подготовку квалифицированных специалистов для народного хозяйства
- Конакбаев, Каскатай Досович (род. 15 декабря 1918, Караганда)

ветеран войны, министр бытового обслуживания
Звание присвоено 30 июня 1993 года за заслуги перед Родиной в годы Великой Отечественной войны, весомый вклад в повышение экономического потенциала города, большую организаторскую работу по развитию городской инфраструктуры, активное участие в общественной жизни.
- Покатилов, Николай Изотович (род. 5 мая 1923, Акмолинская область)

ветеран войны
Звание присвоено 8 июня 1994 года за заслуги перед Отечеством в период Великой Отечественной войны, активное участие в общественной жизни города, воспитание молодых в духе преданности родному отечеству, любви к Казахстану, Караганде
- Сулейменов, Муташ (род. 10 сентября 1921, Карагандинская область)

ветеран войны, преподаватель
Звание присвоено 8 июня 1994 года за заслуги перед Отечеством в период Великой Отечественной войны, плодотворную работу по военно-патриотическому воспитанию молодёжи города Караганды
- Букенов, Мухамедия Букенович (род. 1914, Атасу)

ветеран войны, преподаватель
Звание присвоено 31 марта 1995 года за заслуги перед Отечеством в период Великой Отечественной войны, плодотворную работу по военно-патриотическому воспитанию молодёжи, активное участие в общественной жизни
- Косенко, Степан Григорьевич (род. 1 января 1922, Кустанайская область)

ветеран войны, работник прокуратуры
Звание присвоено 31 марта 1995 года, за заслуги перед Отечеством в период Великой Отечественной войны, плодотворную работу по соблюдению и обеспечению законности в органах суда и прокуратуры, активное участие в общественной жизни города Караганды
- Шакиров, Оразалы Шакирович (род. 2 февраля 1930, Сергиополь)

шахтёр, участвовал в работе экономической секции угольных отраслей стран СЭВ
Звание 26 апреля 1996 года за большой вклад в развитие угольной промышленности, активное участие в общественной жизни города
- Каирбаев, Нурахмет Каирбаевич (род. 22 июня 1927, Карагандинская область)

преподаватель
Звание присвоено 26 апреля 1996 года за большой вклад в развитие народного образования, воспитание молодого поколения, участие в общественной жизни города, пропаганду и внедрение обычаев, традиции и ритуалов казахского народа
- Абдразаков, Талгатбек Абдрахманович (род. 1920, Павлодарская область)

преподаватель, профессор
Звание присвоено 26 апреля 1996 года за заслуги перед Отечеством в период Великой Отечественной войны, большой вклад в развитие экономики, культуры, интернациональному воспитанию молодёжи и активное участие в общественной жизни города
- Саламатов, Владимир Григорьевич (род. 1920, Кировская область)

железнодорожник
Звание присвоено 26 апреля 1996 года за большой вклад в развитие города, его строительство, благоустройство, становление железнодорожного транспорта в Центральном Казахстане, воспитание молодой смены, активное участие в общественной жизни города
- Качкаров, Махти Шамараевич (род. 2 мая 1919, Ставропольский край)

руководитель комитета по физической культуре и спорту
Звание присвоено 17 января 1997 за большие заслуги перед Отечеством в период Великой Отечественной войны, плодотворную работу по развитию физкультуры и спорта, активное участие в воспитании молодёжи
- Нуртаханов, Айтан Нуртаканович (род. 15 сентября 1911, Карагандинская область)

заведующим угольным отделом обкома партии.
Звание присвоено 17 января 1997 года за доблестный труд в годы Великой Отечественной войны, развитие угольного бассейна, активное участие в воспитании молодёжи
- Гольцев, Михаил Венедиктович (род. 1935, Семипалатинск)

заслуженный строитель Казахской ССР
Звание присвоено 17 января 1997 года за большой вклад в строительство и развитие города Караганды, активное участие в воспитании молодёжи и трудящихся
- Джошибаев, Сейтхан (род. 9 июня 1939, Жамбылская область)

хирург
Звание присвоено 17 января 1997 года за оказание методической и практической помощи межобластному диспансеру сердечно-сосудистой хирургии города Караганды
- Герайн, Валентин Иосифович (род. 1951, Караганда)

медик.
Звание присвоено 17 января 1997 года за большой вклад в развитие онко-гематологической помощи детям, оказание специализированной врачебной помощи детям, содействие в организации гуманитарной помощи.
- Кох, Карл Хайнц (род. 1944, Кальтеннордхайм)

президент Международного фонда помощи
Звание присвоено 17 января 1997 года за оказание гуманитарной помощи Республике Казахстан и городу Караганде, что способствует улучшению медицинского обслуживания населения, и за участие в создании мобильной экологической лаборатории для исследования влияния окружающей среды на здоровье детей и женщин.
- Досмагамбетов, Султан Капарович (род. 1928, Кокчетавская область)

профессор
Звание присвоено 18 июня 1997 года за большой вклад в развитие народного образования, воспитания молодого поколения, участие в строительстве и развитии города Караганды, его экономики и культуры
- Рахимбеков, Матен Рахимбекович (род. 23 августа 1912)

шахтёр
Звание присвоено 30 июля 1997 года за большой вклад в развитие угольной промышленности Караганды, воспитание молодой смены шахтёров
- Уразалинов, Шаймерден Абильмажинович (род. 17 ноября 1942, Петропавловск)

аким города Караганды
Звание присвоено 15 апреля 1998 года за большой вклад в развитие города Караганды, его строительство и благоустройство, а также в развитие угольной промышленности Карагандинского угольного бассейна и активное участие в общественной жизни города
- Акылбаев, Жамбыл Саулебекович (род. 1938, Карагандинская область)

ректор КарГУ
Звание присвоено 14 октября 1998 года за большой вклад в социально-экономическое развитие города Караганды, науки в области физики, системы высшего образования и воспитания молодого поколения
- Шаймуханов, Дюсетай Аймагамбетович (1928 — 2006)

преподаватель, профессор
Звание присвоено 14 октября 1998 года за большой вклад в развитие науки и образования, воспитания молодого поколения и активное участие в общественной и политической жизни города Караганды
- Аханов, Тишбек Аханович (род. 1924, Карагандинская область)

заместитель Облисполкома
Звание присвоено 19 мая 1999 года за большой вклад в развитие города Караганды, его строительство и благоустройство, активное участие в общественной жизни города и воспитанию молодого поколения
- Билык, Анатолий Петрович (род. 1928, Днепропетровская область)

скульптор
Звание присвоено 11 августа 1999 года за большой вклад в развитие изобразительного искусства города Караганды и городов Казахстана
- Мамежанова, Хабиба Акатаевна (род. 20 марта 1930, Восточно-Казахстанская область)

секретарь обкома профсоюза работников пищевой промышленности
Звание присвоено 11 августа 1999 года за активное участие в общественно-политической жизни города и ветеранского движения
- Романюта, Александр Кузьмич (род. 1925)

шахтёр
Звание присвоено 11 августа 1999 года за доблестный труд в тылу в годы Великой Отечественной войны, большие заслуги в развитии угольной промышленности Караганды в послевоенное время, активное участие в общественной жизни, воспитание достойной смены шахтёров
- Бейсатов, Сапар Шакенович (род. 1931, Омская область)

строитель
Звание присвоено 11 августа 1999 года за большой вклад в строительство города Караганды, активное участие в общественно-политической жизни города
- Матонин, Пётр Кузьмич (род. 23 января 1911, ныне Курганская область)

шахтёр
Звание присвоено 11 августа 1999 года за большой вклад в развитие и становление угольного бассейна города Караганды, и активное участие в общественно-политической жизни города Караганды
- Альменов, Сейтбай Альменович (род. 1904, Кзыл-Ординская область)

шахтёр
Звание присвоено 11 августа 1999 года за большой вклад в развитие угольной промышленности города, воспитание молодой смены шахтёров
- Муканов, Димкеш (род. 26 июня 1936, село Ростовка, Карагандинская область)

инженер
Звание присвоено 11 августа 1999 года за большой вклад в области создания и развития научно-промышленного потенциала, организаторскую деятельность по подготовке инженерных кадров и активное участие в общественно-политической жизни города
- Имашев, Малик Имашевич (род. 22 января 1922, Восточно-Казахстанская область)

директор ПО «Полиграфия».
Звание присвоено 19 января 2000 года за заслуги перед Отечеством в период Великой Отечественной войны и активное участие в общественной жизни города
- Есенбаев, Мажит Тулеубекович (род. 1949, Караганда)

аким Карагандинской области, советник Президента Республики Казахстан
Звание присвоено 19 января 2000 года за большой вклад в успешное проведение рыночных реформ, развитие малого и среднего бизнеса в области, активную общественную и государственную деятельность
- Абыкаев, Дюсембай Хаджиахметович (род. 1925)

строитель
Звания удостоен 23 сентября 2000 года за большой вклад в развитие и строительство Караганды, её благоустройство и озеленение, активное участие в общественной жизни города
- Айтжанов, Какен Дюсембекович (род. 1924, Каркаралинск)

ветеран войны, председатель организации ветеранов
Звание присвоено 23 сентября 2000 года за заслуги перед Отечеством в период Великой Отечественной войны и активное участие в общественной жизни города
- Исаев, Нурхан Исаевич (род. 1940, Челкар)

инженер, общественный деятель
Звания присвоено 23 сентября 2000 года за большой вклад в развитие Караганды, активное участие в общественной жизни
- Презент, Григорий Михайлович (род. 1941, Саратовская область)

шахтёр
Звание присвоено 23 сентября 2000 за большой вклад в развитие угольной промышленности и активное участие в общественной жизни города Караганды
- Тулепов, Нарманбет Оспанович (род. 23 мая 1929, Омск)

советник Российско-Казахстанского современного гуманитарного университета
Звание присвоено 23 сентября 2000 года за большой вклад в строительство и развитие города Караганды, активное участие в общественной деятельности
- Шишканов, Виктор Григорьевич (род. 2 февраля 1924, Воронеж)

строитель
Звание присвоено 23 сентября 2000 года за большой вклад в строительство города Караганды, активное участие в общественно-политической жизни города
- Дрижд, Николай Александрович (род. 1927, Саратов)

преподаватель, профессор КарГТУ.
Звание присвоено 22 августа 2001 года за большой вклад в развитие угольной промышленности Казахстана, строительство Караганды, воспитание и обучение будущей смены шахтёров.
- Мулдахметов, Зейнулла Мулдахметович (род. 3 августа 1933, Северо-Казахстанская область)

учёный-химик, преподаватель
Звание присвоено 22 августа 2001 года за большой вклад в становление и развитие научного и образовательного потенциала города, подготовку высококвалифицированных кадров, воспитание молодого поколения и активное участие в жизни города Караганды
- Мусалимов, Идеал Галиевич (род. 23 августа 1941, Астраханская область)

заместитель акима Карагандинской области
Звание было присвоено 22 августа 2001 года за значительный вклад в становление и развитие экономики региона, активную общественно-политическую деятельность, участие в строительстве и развитии города Караганды
- Шакирова, Флюра Садыковна (род. 5 марта 1941, Балхаш)

преподаватель
Звание присвоено 22 августа 2001 года за большой вклад в развитие народного образования, воспитание молодого поколения, большую активную общественно- политическую деятельность
- Алексеенко, Михаил Павлович (род. 1943, Акмолинская область)

заместитель акима
Звание присвоено 22 августа 2001 года за большой вклад в социально-экономическое развитие, активное участие в общественно-политической жизни города Караганды, воспитание молодого поколения
- Кулкыбаев, Габдулла Абдикожаевич (род. 4 февраля 1940, Карагандинская область)

учёный-медик
Звание присвоено 22 августа 2001 года за вклад в науку, в дело сохранения здоровья рабочих, подготовку кадров, разработку и применение научных программ экологического оздоровления промышленного региона, участие в общественной жизни города, пропаганду и внедрение обычаев и традиций казахского народа
- Мухамеджанов, Камалтин Ескендирович (род. 20 сентября 1948, Восточно-Казахстанская область)

аким Карагандинской области.
Звание присвоено 5 декабря 2001 года за особые заслуги в деле проведения социально-экономических реформ в городе Караганды в соответствие со стратегией Президента Республики Казахстан, за личный вклад в строительство новых объектов образования, культуры, спорта, инфраструктуры и улучшение социальной защиты жителей города
- Манукян, Арутюн Рафикович (род. 7 августа 1951, Грузинская ССР)

руководитель Карагандинского автопарка № 3
Звание присвоено 12 декабря 2001 года за большой вклад в развитие пассажирского транспорта, личное участие в строительстве важнейших объектов города и воспитании молодого поколения, активную общественно-политическую деятельность, благотворительную помощь населению города
- Назарбаев, Нурсултан Абишевич (род. 6 июля 1940, Чемолган)

президент Казахстана
Звание присвоено 12 декабря 2001 года за огромный личный вклад в становление и успешное развитие государственности нашей страны, сохранение общественной стабильности и межнационального согласия, возвращение исторической памяти, сохранение и развитие национальной культуры и языка, осуществление экономических реформ, а также повседневное внимание, конкретную поддержку и стратегическое решение проблем города Караганды
- Жошин, Аппас (род. 8 апреля 1943, пос. Успенка)

инженер
Звание присвоено 23 июля 2003 года за большой вклад в строительство города Караганды, активное участие в общественно-политической жизни города Караганды
- Марданов, Тулеугажи Марданович (15 мая 1941, Уральская область — 2011)

железнодорожник
Звание присвоено 23 июля 2003 года за активное участие в общественной жизни города, принципиальность, последовательность, настойчивость в реализации наказов, данных избирателями
- Жахин, Марат Сейтгалеевич (род. 11 июля 1940, Петропавловск)

инженер
Звание присвоено 23 июля 2003 года за большой вклад в строительство города Караганды, активное участие в общественно-политической жизни города Караганды
- Курпебаев, Касым Нургалиевич (род. 17 апреля 1931, Карагандинская область)

шахтёр
Звание присвоено 7 апреля 2004 года за большой вклад в развитие угольной промышленности
- Алтынбаев, Мухтар Капашевич (род. 1945, Караганда)

министр обороны Республики Казахстан
Звание присвоено 30 апреля 2005 года за заслуги перед родиной в укреплении обороноспособности страны большой вклад в развитие инфраструктуры и активное участие в общественно-политической жизни города
- Бекенов, Кабеш Бекенович (род. 1925)

ветеран войны
Звание присвоено 30 апреля 2005 года за заслуги перед Отечеством в период Великой Отечественной войны, большой вклад в военно-патриотическое воспитание подрастающего поколения, активное участие в общественной жизни города
- Дюсембеков, Камали Жуматаевич (род. 1924)

ветеран войны
Звание присвоено 30 апреля 2005 года за заслуги перед Отечеством в период Великой Отечественной войны, активное участие в общественной жизни города
- Исагулов, Зейнулла Исагулович (род. 5 мая 1924)

ветеран войны
Звание присвоено 30 апреля 2005 года за заслуги перед Отечеством в период Великой Отечественной войны, большой вклад в обучении и подготовки высококвалифицированных специалистов, активное участие в общественной жизни города
- Кашиков Шагатай Кашикович (род. 1925, Караганда)

ветеран войны
Звание присвоено 30 апреля 2005 года за заслуги перед Отечеством в период Великой Отечественной войны, большой вклад в развитие научного потенциала города, активное участие в общественной жизни города
- Кожабергенов, Муташ Байгалиевич (род. 30 ноября 1924)

ветеран войны
Звание присвоено 30 апреля 2005 года а заслуги перед Отечеством в период Великой Отечественной войны, большой вклад в военно-патриотическое воспитание подрастающего поколения, активное участие в общественной жизни города
- Макушина, Вера Ивановна

ветеран войны
Звание присвоено 30 апреля 2005 года за заслуги перед Отечеством в период Великой Отечественной войны, большой вклад в развитие Карагандинского угольного бассейна, активное участие в общественной жизни города
- Мустафин, Джуман Хасенович

председатель райисполкома Ленинского района г. Караганды
Звание присвоено 30 апреля 2005 года за значительный вклад в социально-экономическое развитие г. Караганды, большие трудовые заслуги, активное участие в общественно-политической жизни города
- Нигматулин, Зайрулла Гершанович (1923—2013)

ветеран войны
Звание присвоено 30 апреля 2005 года за заслуги перед Отечеством в период Великой Отечественной войны, большой вклад в военно-патриотическое воспитание подрастающего поколения, активное участие в общественной жизни города
- Пастухов, Николай Степанович (род. 1925)

ветеран войны
Звание присвоено 30 апреля 2005 года за заслуги перед Отечеством в период Великой Отечественной войны, большой вклад в военно-патриотическое воспитание подрастающего поколения, активное участие в общественной жизни города
- Рыстин, Ибрагим Кусаинович (род. 8 мая 1925)

ветеран войны, начальник ЖКХ комбината «Карагандауголь»
Звание присвоено 30 апреля 2005 года за заслуги перед Отечеством в период Великой Отечественной войны, большой вклад в военно-патриотическое воспитание подрастающего поколения
- Абдрахманов, Байбулат (род. 23 июля 1935, Караганда)

Звание присвоено 16 мая 2007 года за большой вклад в развитие науки и решения проблем охраны труда и техники безопасности в угольной промышленности города Караганды
- Матросов, Эдуард Хамитович (род. 1944, п. Токаревка)

тренер по боксу, заслуженный тренер Республики Казахстан
Звание присвоено 16 мая 2007 года за большой вклад в развитие спорта города Караганды
- Кузнецов, Василий Павлович (род. 1925)

ветеран войны
Звание присвоено 29 апреля 2009 года за заслуги перед Отечеством в период Великой Отечественной войны, большой вклад в развитие энергетики города Караганды
- Ашляев, Казбек Сопыжанович (род. 4 марта 1945, Караганда)

Звание присвоено 7 августа 2013 года за большой вклад в развитие физической культуры и спорта города Караганды, заслуги в подготовке спортсменов высокого класса
- Головкин, Геннадий Геннадьевич (род. 8 апреля 1982, Караганда)

боксёр
Звание присвоено 7 августа 2013 года за выдающиеся заслуги и личный вклад в развитие спорта города Караганды и Республики Казахстан
- Кукетаев, Темиргали Абильдинович (1938—2024)

профессор КарГУ
Звание присвоено 7 августа 2013 года за заслуги в сфере науки и образования, достижения в подготовке высококвалифицированных кадров, значительные успехи в деле обучения и воспитания подрастающего поколения города Караганды и Республики Казахстан
- Бойко, Дмитрий Макарович (род. 1939)

Почётный директор частного учреждения «Карагандинский коммерческий колледж»
Звание присвоено 20 августа 2014 года за значительный вклад в формирование у подрастающего поколения чувства патриотизма и гражданственности, а также в совершенствование и повышение качества образования
- Мусулманбеков, Кани Жумкенович (род. 1934)

профессор КГМУ
Звание присвоено 20 августа 2014 года за значительный вклад в оздоровление населения города Караганды
- Абдраманов, Джумабек Абдраманович (род. 23.12.1935)

Звание присвоено 9 декабря 2015 года за значительный вклад в социально-экономическое развитие города Караганды, активную деятельность по защите прав и законных интересов граждан
- Бекбалаков, Абушахма Бекенович (1913—2017)

Звание присвоено 9 декабря 2015 года за значительный вклад в социально-экономическое развитие города Караганды, активную деятельность по защите прав и законных интересов граждан
- Тусупов, Капас Тусупович (род. 23.02.1925)

Звание присвоено 9 декабря 2015 года за значительный вклад в социально-экономическое развитие города Караганды, активную деятельность по защите прав и законных интересов граждан
- Омарбекова, Рымбала Кенжебалиевна (род. 09.02.1943, Каркаралинск)

Руководитель кинотеатра «Сарыжайлау» города Караганды
Звание присвоено 24 августа 2016 года за достижения в общественной деятельности, в развитии духовного и интеллектуального потенциала региона, значительный вклад в формирование у подрастающего поколения чувства патриотизма и гражданственности, плодотворную работу по укреплению межнационального согласия и стабильности
- Аккошкаров, Дулат Амерханович

Звание присвоено 4 декабря 2017 года за значительный вклад в социально-экономическое развитие региона, формирование у подрастающего поколения чувства патриотизма и гражданственности
- Кенжетаев Джан Табылдинович (род. 01.05.1957)

Звание присвоено 4 декабря 2017 года за значительный вклад в работу по укреплению законности и правопорядка, а также в совершенствование и повышение качества образования
- Ешкеев, Зат Армеевич (род. 12.09.1930)

Звание присвоено в 2018 году
- Жакенов Серикжан Амиржанович

Почётный машиностроитель Казахстана
Звание присвоено в 2018 году
- Магзумов Газиз Кабылтаевич (род. 02.01.1949)

кардиохирург
Звание присвоено в 2019 году
- Газалиев, Арстан Мауленович (род. 09.10.1951)

Звание присвоено 28 августа 2020 года
- Серик Аксункарулы (род. 29.03.1950)

писатель
Звание присвоено 28 августа 2020 года
- Алтай, Аманжол Дуйсенбайулы (род. 31 августа 1971)

Звание присвоено 24 ноября 2021 года
- Касеинов, Дюсен Курабаевич (род. 1947)

Звание присвоено 24 ноября 2021 года
- Молотов-Лучанский Вилен Борисович (род. 27 ноября 1953, Балхаш)

председатель еврейского культурного центра Карагандинской области
Звание присвоено 24 ноября 2021 года